# Un enoriaș ciudat
Un enoriaș ciudat (titlul original: în franceză Un drôle de paroissien) este un film de comedie francez, realizat în 1963 de regizorul Jean-Pierre Mocky, după romanul Deo gratias de Michel Servin, protagoniști fiind actorii Bourvil, Francis Blanche, Jean Poiret și Jean Yonnel.

## Rezumat
Familia sărăcită a clasei de mijloc superioare Lachaunaye are probleme financiare. Dar niciun membru al familiei nu dorește să renunțe la viața lui de dolce far niente, pentru că lenevia este o veche tradiție pentru ei. În timp ce merge la biserică, fiul cel mare al lui George crede că aude un semn divin despre cum își poate ajuta familia să scape de necaz: furând donații din cutiile cu ofrande. La urma urmei, acestea sunt destinate celor care au nevoie ca ea. Ca un fel de „Robin Hood al bisericilor”, Georges trebuie să vină cu inițiative ascunse din ce în ce mai creative pentru a scăpa de apărătorii ordinei.

## Distribuție
- Bourvil – Georges Lachaunaye
- Francis Blanche – inspectorul Cucherat
- Jean Poiret – Raoul
- Jean Yonnel – Mattieu Lachaunaye
- Jean Tissier – inspectorul Bridoux
- Véronique Nordey – Françoise Lachaunaye
- Bernard Lavalette – prefetul de poliție
- Marcel Pérès – inspectorul-șef Raillargaud
- Jean Galland – directorul de colegiu
- Solange Certain – Juliette Lachaunaye
- Denise Péronne – Claire Lachaunaye
- Roger Legris – sacristan al Saint-Étienne du Mont
- Guy Denancy – preotul la Saint-Étienne du Mont
- Richard Francœur – tatăl cu durerea de dinți
- Rudy Lenoir – inspectorul Quiqueville
- Max Desrau – duhovnicul de la statuia St.-Cécile
- Jean-Claude Rémoleux – inspectorul Bartin
- Mohamed Jamoussi – sacristanul cu cheia
- Albert Michel – sacristan cu caramelă moale
- Gloria France – proprietar de cafenea cu flipper
- Lucienne Dutertre – băcănița (mama Julietei)
- Gérard Hoffmann – jefuitor de portbagaj cu un singur ochi
- Claude Mansard – băcanul (tatăl Juliettei)

nemenționați
- Luc Andrieux – vagabondul
- Willy Braque – Albert
- Adrien Cayla-Legrand – un inspector
- Jo Charrier – un inspector
- Philippe Dehesdin – hoțul de poșete
- Pierre Durou – sacristanul nemulțumit
- Jean-Pierre Mocky – un vagabond
- Annick Tanguy – doamna confesionarului
- Dominique Zardi – al doilea vagabond la poartă

## Premii
- 1964 Bordighera
  - Filmul a fost distins cu Marele Premiu la Festivalul filmelor comice și umoristice de la Bordighera;